# ۲۴۹ (پیش از میلاد)
۲۴۹ (پیش از میلاد) دویست و چهل و نهمین سال قبل از تقویم میلادی است.

## رویدادها
روم
- در نبرد درپانا ارتش روم به فرماندهی پوبلیوس کلودیوس پولچر در بندر درپانا (تراپانی کنونی) به ناوگان کارتاژ به فرماندهی آدربال حمله کرد و به سختی شکست خورد.

چین
- آخرین بازماندگان دودمان ژو که علیه ایالت چین شوریده بودند، از نخست‌وزیر لو بووی شکست خوردند.